# دیلک اوجالان
دیلک اوجالان (متولد ۳ اکتبر ۱۹۸۷، شانلی‌اورفه، ترکیه) یک سیاستمدار کرد حزب دموکراتیک خلق‌ها (HDP) است که از سال ۲۰۱۵ تا ۲۰۱۸ به عنوان عضو پارلمان حوزه انتخابیه شانلی‌اورفه ترکیه خدمت کرده‌است. خواهرزاده عبدالله اوجالان رهبر زندانی سازمان مبارز حزب کارگران کردستان (پ ک ک) است که از دهه ۱۹۸۰ با نیروهای مسلح ترکیه درگیر است و نامزدی و انتخاب وی در مجلس ترکیه بحث‌برانگیز بوده‌است. کاندیداتوری دیلک اوجالان برای عضویت در پارلمان علی‌رغم اینکه خواهر زاده عبدالله اوجالان بود بسیار جنجالی شد و مخالفت شدیدی را از طرف ملی گرایان ترکیه جلب کرد. با این وجود، وی به عنوان کاندیدای HDP برای حوزۀ انتخابیۀ شانلی‌اورفه مطرح شد و به عنوان کاندیدای دوم در لیست حزب استان استانی انتخاب شد. وی متعاقباً در انتخابات عمومی ژوئن ۲۰۱۵ انتخاب شد تا یکی از جوان‌ترین نمایندگان مجلس جدید شود و در نتیجه وی به عنوان رئیس موقت منصوب شد تا اینکه در ژوئیه یک شورای جدید انتخاب شود. در انتخابات زودهنگام نوامبر ۲۰۱۵ او دوباره به عنوان نمایندۀ مجلس انتخاب شد.